# Christian Longo
Christian Michael Longo (23 de enero de 1974) es un asesino convicto estadounidense que mató a su esposa y tres hijos en el estado de Oregón en diciembre de 2001.
Originario del municipio de Ypsilanti, Míchigan, a los 19 años se casó con Mary Jane Baker, de 26, y tuvieron tres hijos. A menudo encontraron dificultades financieras debido a los imprudentes hábitos de gasto de Christian. Los Longo vivían en Newport, Oregón. Christian trabajaba en un Starbucks local y Mary Jane era ama de casa. Eran testigos de Jehová y se habían conocido precisamente en el Salón del Reino local, en el que participaban activamente. Al momento del crimen, la pareja llevaba ocho años casada y disfrutaba navegando y armando puzzles en su tiempo libre.
Después de que el cuerpo del hijo de cuatro años de Longo, Zachery, fuera encontrado el 19 de diciembre de 2001 en un remanso del estuario del río Alsea, los buzos localizaron el de su hija de tres años, Sadie, también lastrado con piedras. Los de su esposa Mary Jane y su hija Madison de dos años fueron encontrados cinco días después, dentro de un par de maletas que flotaban cerca del embarcadero, aunque habían sido lastradas con mancuernas. Para entonces, Longo era buscado en relación con el asesinato de Mary Jane y sus tres hijos. Según las autopsias, Zachery y Sadie murieron por asfixia, mientras Mary Jane y Madison fueron estranguladas.
Después de huir de los Estados Unidos, fue reconocido en un hotel en Cancún, México, el 27 de diciembre de 2001. Al día siguiente, en el condado de Lincoln, Oregón, una orden de arresto federal emitida en el Tribunal de Distrito de los Estados Unidos para el Distrito de Oregón lo acusó de múltiples cargos de homicidio agravado y fuga ilegal. Salió del hotel el 7 de enero de 2002 y fue capturado seis días después sin incidentes en el pequeño pueblo de Tulum, Quintana Roo, a unos 130 km al sur de Cancún. Fue puesto bajo custodia estadounidense en el Aeropuerto Intercontinental George Bush el 14 de enero de 2002. Fue sentenciado a muerte en 2003.
Años más tarde, Longo admitió ser narcisista en una carta que escribió a KATU-TV, una emisora de televisión de Portland, Oregón. Escribió que eventualmente comenzó a «estudiar lo que un psicólogo dijo de él y llegó a aceptarlo, casi totalmente de acuerdo en que tenía razón... su conclusión fue el trastorno narcisista de la personalidad que llamó "compensatorio", básicamente egocentrismo relacionado con un sentido central del yo dañado».
Cuando estuvo en México, Longo usó el nombre de Michael Finkel, el ex-reportero de The New York Times que luego relató sus experiencias en sus memorias True Story, luego adaptadas en una película homónima de 2015, con Longo interpretado por James Franco y Finkel por Jonah Hill.
Longo está actualmente encarcelado en el corredor de la muerte en la Penitenciaría Estatal de Oregón. La pena capital sigue siendo legal en Oregón, pero ha habido una moratoria en las ejecuciones desde 2011.